# Kelvin Martin
Kelvin Martin (Adel, 10 settembre 1989) è un cestista statunitense, professionista in Europa.

## Palmares
- Basketball Champions League: 1

Virtus Bologna: 2018-2019